# Calappa calappa
Calappa calappa es una especie marina tropical de cangrejo con una distribución en el Indo-Pacífico y que muestra una gran variabilidad en su patrón y coloración. Su nombre común es cangrejo caja liso o cangrejo caja común.
Descrito por primera vez como Cancer calappa por Linneo en 1758 a partir de un espécimen procedente de la isla Ambon, y más tarde en 1781 como Cancer fornicatus por Fabricius, finalmente fue incluido en el género Calappa por Borradaile en 1903. El nombre Calappa se asocia con kelapa, que en malayo significa "coco".

## Descripción
Presente en la zona intermareal hasta una profundidad de 50 metros, esta especie tiene un caparazón de unos 15 cm, indistintamente rugoso en la mitad anterior, con líneas onduladas bordeando la posterior. Está activo durante las horas nocturnas y es capaz, cuando se siente amenazado, de enterrarse rápidamente debajo de la arena. Se alimenta principalmente de moluscos como las almejas, los sujeta con las patas y luego, con sus pinzas, separa las valvas o las rompe.
Las especies de Calappa "han desarrollado estructuras que están específicamente diseñadas para lidiar con los caracoles dextrales más comunes; esencialmente se han vuelto diestros. Esta asimetría ha evolucionado de manera convergente en al menos dos grupos de cangrejos, un cangrejo del Cretácico conocido como Megaxantho y los cangrejos caja existentes (Calappa). Aquí, una de las pinzas está agrandada y opera con una acción similar a una tijera que facilita abrir el caracol".

## Distribución
Esta especie se puede encontrar en Mombasa, Seychelles, Aldabra, Madagascar, Mauricio, Islas Andamán, Japón, Taiwán, Filipinas, Palaos, Indonesia, Papúa Nueva Guinea, Nueva Caledonia, Hawái, las Islas Marquesas, etcétera.